# Красный Восток (Краснодарский край)
Красный Восток — хутор в муниципальном образовании «город Горячий Ключ» Краснодарского края России. Входит в состав Суздальского сельского округа.

## География
Хутор расположен в центральной части края, на северных склонах западной части Главного Кавказского хребта, вдоль долины реки Марта.

## История
Согласно Закону Краснодарского края от 10 марта 2004 года № 669-КЗ хутор Красный Восток вошёл в состав образованного муниципального образования город Горячий Ключ.

## Население
| 2002 | 2010 |
| ---- | ---- |
| 49   | ↗78  |

Национальный состав
Согласно результатам переписи 2002 года, в национальной структуре населения русские составляли 82 % от 49 жителей.

## Инфраструктура
Социальные объекты в населённом пункте отсутствуют.

## Транспорт
Доступен хутор автомобильным транспортом. Остановка общественного транспорта «Красный Восток».